# Traducciones de la Biblia al mongol

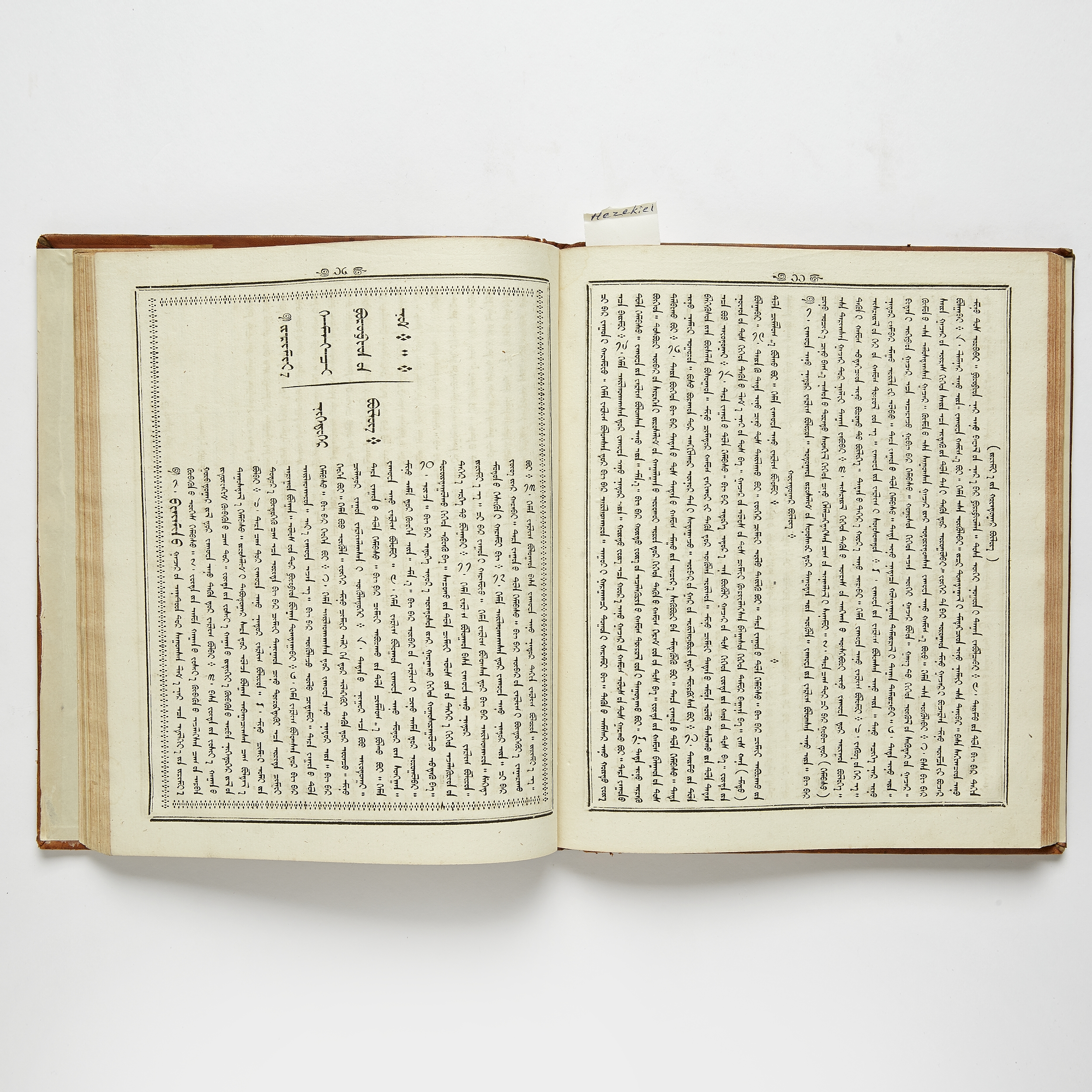
Libro de Jeremías en escritura mongola, impreso en 1840 en Siberia

La traducción de la Biblia al mongol (Biblia en mongol: Библи, romanizado: Bibli) ha sido un proceso prolongado y significativo que ha tenido un impacto profundo tanto en la religión como en la cultura de Mongolia. A lo largo de los siglos, diversas versiones de la Biblia se han traducido a este idioma, reflejando tanto los esfuerzos misioneros como los desafíos inherentes a este proceso. Estas traducciones han sido clave en la difusión del cristianismo en el país, permitiendo que la comunidad cristiana mongola acceda a las escrituras en su lengua materna y contribuyendo al desarrollo lingüístico y religioso en la región. Aunque los esfuerzos de traducción continúan, las versiones modernas han marcado un hito en la educación religiosa y en la práctica devocional en Mongolia.

## Historia de las traducciones

### Primeras traducciones
El proceso de traducción de la Biblia al mongol comenzó en el siglo XIII, impulsado por misioneros cristianos que buscaban llevar la fe cristiana a las tierras mongolas. Uno de los primeros intentos documentados fue realizado por Juan de Montecorvino, un misionero franciscano, quien tradujo el Nuevo Testamento y los Salmos al tártaro, lengua estrechamente relacionada con el mongol, lo que representa uno de los primeros esfuerzos de traducción bíblica en la región. Estas traducciones fueron realizadas en un contexto medieval, cuando el Imperio mongol abarcaba vastas regiones, incluyendo partes de Asia Central.
En el siglo XVIII, tras la fundación de una colonia de los Hermanos Evangelistas en Sarapta (región del Volga, donde vivían los calmucos), los esfuerzos por traducir las Escrituras al mongol se intensificaron. Traductores como J. Maltsch y C. Neitz iniciaron proyectos de traducción que, aunque no perduraron, sentaron las bases para los esfuerzos de traducción posteriores.

### Traducciones oficiales y canónicas
Durante el siglo XIX, la Sociedad Bíblica Rusa jugó un papel fundamental en la traducción de la Biblia al mongol. Bajo la dirección de traductores como I. Schmidt y los misioneros William Swan y Edward Stallybrass, se completó la traducción del Nuevo Testamento entre 1827 y 1836, mientras que el Antiguo Testamento fue traducido en 1836 por los misioneros de la Sociedad Misionera de Londres.

### Periodo contemporáneo
A principios del siglo XXI, la Sociedad Bíblica de Mongolia, fundada en 2003, comenzó un proyecto formal de traducción con el respaldo de organizaciones internacionales como las Sociedades Bíblicas Unidas y SIL International. Este esfuerzo ha dado lugar a la creación de versiones más precisas y accesibles de la Biblia en mongol. La traducción de la Biblia fue revisada y publicada oficialmente en 2013.

## Contexto religioso y cultural

### Influencia de denominaciones religiosas
Las traducciones de la Biblia al mongol han sido influenciadas por diversas denominaciones cristianas, lo que ha dado lugar a diferencias en las versiones de las escrituras. Las colaboraciones ecuménicas han permitido que diferentes grupos cristianos participen en el proceso de traducción y, aunque las versiones varían según las doctrinas de las comunidades religiosas involucradas, todas han tenido un impacto importante en la vida cristiana en Mongolia. La versión de la Biblia publicada por la Sociedad Bíblica de Mongolia ha sido especialmente significativa para los cristianos mongoles, muchos de los cuales no leían chino, el idioma utilizado en las ediciones anteriores.

### Reacciones a las traducciones
Las traducciones de la Biblia al mongol han generado una recepción mixta. Por un lado, las comunidades cristianas locales consideran las traducciones como un «tesoro preciado», que facilita la comprensión de las escrituras y fortalece su fe. Sin embargo, algunos críticos han señalado que ciertas traducciones no siempre reflejan con precisión los conceptos originales de los textos hebreos y griegos, debido a las diferencias lingüísticas y culturales entre el mongol y las lenguas originales de las escrituras.

## Metodología de traducción
La metodología empleada en la traducción moderna de la Biblia al mongol se ha basado en un enfoque colaborativo, con la participación de traductores locales e internacionales. Desde principios del siglo XXI, los equipos de traducción han buscado un equilibrio entre la fidelidad al texto original y la claridad en la expresión en mongol. Además, el uso de herramientas modernas y el apoyo de organizaciones como la Sociedad Bíblica Trinitaria han sido esenciales para garantizar la calidad y precisión de las traducciones.

## Principales versiones y publicaciones
Una de las versiones más importantes de la Biblia en mongol es la publicada por la Sociedad Bíblica de Mongolia en 2013. Esta versión es ampliamente utilizada en las iglesias locales y ha sido fundamental para muchos cristianos mongoles. Además, existen otras traducciones, como la realizada por firstBible International, cuyo proyecto de traducción del Nuevo Testamento se completó en 2015 con el apoyo de diversas instituciones, incluido el presidente de Mongolia, Tsajiaguiin Elbegdorzh, quien respaldó abiertamente el proyecto.

## Impacto y recepción

### Impacto en la educación religiosa
La traducción de la Biblia al mongol ha tenido un profundo impacto en la educación religiosa dentro del país. La disponibilidad de las escrituras en mongol ha permitido que muchos cristianos, que antes no tenían acceso a textos sagrados en su propio idioma, ahora puedan estudiar la Biblia con mayor facilidad. Las versiones modernas de la Biblia también se utilizan activamente en las iglesias locales para la predicación y la enseñanza religiosa a las nuevas generaciones.

### Uso litúrgico y devocional
Las traducciones bíblicas también han tenido un impacto significativo en la práctica litúrgica y devocional en Mongolia. Las iglesias locales utilizan las versiones del Nuevo Testamento en sus servicios litúrgicos, lo que ha facilitado la participación activa de los fieles en la vida religiosa. Los creyentes mongoles han expresado que el uso de la Biblia en su lengua materna les ha permitido una conexión más profunda con su fe.